# Batman: The Killing Joke (filme)
Batman: The Killing Joke (Brasil: Batman: A Piada Mortal ) é um filme de animação norte-americano de 2016, dirigido por Sam Liu e Bruce Timm. O roteiro é livremente baseado no enredo da história em quadrinhos; "Batman: The Killing Joke" de Alan Moore, sendo que a adaptação foi de Brian Azzarello. O filme não é considerado uma sequência direta ao filme Batman: Bad Blood mantém a aparência dos personagens (sendo que apenas Batman aparece nos dois filmes inteiramente). 
O lançamento original do longa em HD foi em 25 de julho de 2016 e em mídias fisicas no dia 2 de agosto de 2016.
O filme trás de volta os primeiros dubladores do Batman e do Coringa voltam a atuar sendo que Kevin Conroy ja havia retornado na animação Batman: Assault on Arkham e Mark Hamill que disse que só voltaria a dublar o Coringa se uma adaptação de A Piada Mortal fosse criada (os dois reprisam os seus papéis do Universo Animado DC). 
É o 27º filme da DC Universe Animated Original Movies.

## Sinopse
Batman: The Killing Joke conta a história de origem do Coringa, um dos maiores inimigos do Batman, que após se tornar um comediante falido se une a vários criminosos para um grande ato. No presente, para provar sua insanidade ele sequestra Jim Gordon e ataca brutalmente algo que o atormentara para sempre; sua filha Barbara. Batman vê a situação e terá que enfrentar mais uma vez o seu inimigo mais mortal.

## Dublagem
- Kevin Conroy como Bruce Wayne / Batman
- Mark Hamill como Coringa
- Tara Strong como Barbara Gordon / Batgirl
- Ray Wise como Comissário Jim Gordon
- John DiMaggio como Francesco
- Robin Atkin Downes como Harvey Bullock
- Brian George como Alfred
- JP Karliak como Reese
- Andrew Kishino como Murray
- Nolan North como Mitch
- Maury Sterling como Paris
- Fred Tatasciore como Carny Owner
- Bruce Timm como Patrulheiro
- Anna Vocino como Jeannie
- Kari Wahlgren como Call Girl
- Rick D. Wasserman como Sal Maroni

## Produção
Em 2011 durante a San Diego Comic-Con International, o ator Mark Hamill, que queria parar de dublar o Coringa na época, afirmou que ele estaria disposto fazer a voz do Coringa para uma adaptação de A Piada Mortal, encorajando os fãs a fazerem campanha para a adaptação, mais notavelmente em um tweet em 24 de outubro de 2011. Desde então, uma página no Facebook intitulada como "Petição para que Mark Hamill duble o Coringa na animação de Piada Mortal" foi criada por seus fãs. Em 2013, Bruce Timm também expressou o desejo de criar o projeto, dizendo que era apenas uma possibilidade. Em 10 de julho de 2015, durante o painel de Liga da Justiça: Deuses e Monstros na San Diego Comic-Con, Timm anunciou que um filme de animação baseado no romance estava em desenvolvimento e programado para ser lançado em 2016. Sam Liu ficou encarregado de dirigir e Timm seria o produtor executivo do filme. O filme contará com quinze minutos de prólogo que define a história. Em 17 de julho, Hamill twittou que estava de "dedos cruzados" na esperança de que ele iria ser escolhido para reprisar seu papel como o Coringa. Em 27 de julho, o Collider.com informou que Hamill seria o dublador do Coringa no filme e a ComicBook.com falou com Kevin Conroy, que afirmou que ele iria reprisar seu papel de voz como Bruce Wayne / Batman "em um piscar de olhos". Embora a Collider tivesse relatado que Hamill iria reprisar o papel para o filme, o próprio Hamill afirmou que ainda estava de dedos cruzados. Em 14 de março de 2016, foi anunciado oficialmente que Conroy e Hamill iriam reprisar seus papéis como Batman e Coringa no filme, respectivamente, ao lado de Tara Strong voltando com a voz de Barbara Gordon e Ray Wise dublando o Comissário Gordon. O restante do elenco de voz foi revelado no lançamento digital do filme da Apple iTunes.
Em janeiro de 2016, Timm revelou que o filme será exibido na San Diego Comic-Con, em julho. Ele acrescentou que a equipe teve que "acrescentar muito mais história" para o filme devido à duração não ser tempo suficiente para fazer um filme de longa-metragem. Em fevereiro de 2016, o artista conceitual Phil Bourassa revelou que, em 2009, Timm foi programado para produzir uma versão de classificação R-Rated de Piada Mortal, mas o desenvolvimento do filme foi parado depois de duas semanas devido ao baixo desempenho de Watchmen, ao mesmo tempo, mostrando a arte conceitual do Coringa. Em abril, a Warner Home Video confirmou que A Piada Mortal será o primeiro filme da DC Universe Animated Original Movies e o primeiro filme animado do Batman a receber uma classificação R da MPAA, com a Warner Bros. Animation e o presidente da Warner Digital Series, Sam Register, explicando que, "desde o início da produção, nós incentivamos o produtor Bruce Timm e nossa equipe da Warner Bros. Animation a permanecerem fiéis à história original - independentemente da eventual classificação da MPAA. Nós sentimos que era nossa responsabilidade apresentar para o nosso público principal - a comunidade dos quadrinhos - um filme de animação que representasse autenticamente a história que eles conhecem muito bem."